# Klass I i ishockey 1933/1934
Klass I i ishockey 1933/1934 var den sjunde årgången av Klass I som andra högsta serie inom svensk ishockey. Tranebergs IF och IK Hermes var nya lag nerflyttade från Elitserien och Södertälje IF samt Värtans IK var uppflyttade från Klass II.

## Poängtabell
| Nr | Lag             | S  | V  | O | F  | GM | IM | MS  | P  |
| -- | --------------- | -- | -- | - | -- | -- | -- | --- | -- |
| 1  | Karlbergs BK    | 14 | 10 | 2 | 2  | 46 | 10 | +36 | 22 |
| 2  | IK Hermes       | 14 | 9  | 2 | 3  | 34 | 15 | +19 | 20 |
| 3  | Södertälje IF   | 14 | 9  | 1 | 4  | 28 | 16 | +12 | 19 |
| 4  | Reymersholms IK | 14 | 9  | 0 | 5  | 33 | 24 | +9  | 18 |
| 5  | Tranebergs IF   | 14 | 7  | 1 | 6  | 20 | 22 | −2  | 15 |
| 6  | Liljanshofs IF  | 14 | 4  | 1 | 9  | 15 | 22 | −7  | 9  |
| 7  | Värtans IK      | 14 | 3  | 1 | 10 | 13 | 40 | −27 | 7  |
| 8  | IK Mode         | 14 | 1  | 0 | 13 | 11 | 51 | −40 | 2  |

Anmärkning: Då Djurgårdens IF lade ner sin ishockeyverksamhet istället för att flyttas ner från Elitserien, blev det en plats ledig och Värtan behövs inte flyttas ner.